# Sorsele församling
Sorsele församling är en församling i Södra Lapplands kontrakt i Luleå stift. Församlingen omfattar hela Sorsele kommun i Västerbottens län. Församlingen ingår i Malå-Sorsele pastorat.

## Administrativ historik
Församlingen utbröts 1673 ur Lycksele församling under namnet Illesnöhle (Gillesnuole) församling som namnändrades till det nuvarande 1701. Från den 1 maj 1923 var församlingen delad i två kyrkobokföringsdistrikt, Sorsele kbfd (242201) och Gargnäs kbfd (242202). 1962 utbröts dock Gargnäs kbfd till en egen församling, benämnd Gargnäs församling.
Församlingen ingick till 1827 i pastorat med Lycksele församling för att därefter till 1962 utgöra ett eget pastorat. Från 1962 till 2006 moderförsamling i pastoratet Sorsele och Gargnäs. 2006 återgick Gargnäs församling i denna som då åter till 2015 utgjorde ett pastorat, för att därefter ingå i Malå-Sorsele pastorat.

## Areal
Sorsele församling omfattade den 1 januari 1976 en areal av 7 144,8 kvadratkilometer, varav 6 721,7 kvadratkilometer land.

## Kyrkor
- Sorsele kyrka
- Ammarnäs kyrka
- Gargnäs kyrka
- Bergnäs kåtakyrka
- Viktoriakyrkan
- Jillesnåle kapell

## Series pastorum
- 1914–1923: Elis Anton Björkman